# Timbila
Le Timbila des Chopi (ou Chopi Timbila) est une tradition de musique orchestrale des communautés Chopi originaires de la province d'Inhambane au Mozambique. Les Timbila sont des xylophones traditionnels en bois. Le Timbila des Chopi est inscrit sur la liste représentative du patrimoine culturel immatériel de l'humanité en 2008.

## Description
Le Chopi Timbila est un élément fondamental dans la culture Chopi, au sud du Mozambique. Il s'agit d'une tradition de musique orchestrale, utilisant 5 à 30 timbila (mbila au singulier) de tailles différentes. Une nouvelle composition est créée chaque année, et présentée sous forme d'une performance en 9 ou 10 sets, le ngodo. Les compositions de timbila sont jouées pendant les événements sociaux de la communauté, comme les mariages, pendant près d'une heure et en alternant différents rythmes. Elles sont liées à des danses Timbila traditionnelles, pendant lesquelles deux à douze danseurs dansent devant l'orchestre. Les textes des chants du M'zeno, qui ouvrent le concert, abordent avec humour les problèmes et les événements de la communauté . Le mot timbila peut tout à la fois désigner la danse, l'instrument, ou le chant.

### Instrument
Les timbila sont des xylophones en bois de mwenje et calebasses fixées avec de la cire d'abeille, qui produisent chacun des sonorités riches et différentes. On atteste l’existence d'au moins trois types de timbila : chilanzane, debiinda, chikhulu. Le savoir-faire artisanal traditionnel pour concevoir les timbila se transmet dans les familles, de père en fils. 

### Danse
Les chorégraphies timbila font référence à l'histoire du peuple Chopi et notamment aux conflits avec les Zoulous au dix neuvième siècle. Le costume, le bouclier, les lances et les casse-têtes sont inspirés des Zoulous. Les pas de danses sont guerriers.  

### Chant
Les poèmes chantés dans le Chopi Timbila affirment l'indépendance culturelle des Chopi, et font écho aux débats internes de la société Chopi. L'ethnomusicologie s'y est particulièrement intéressée sous le prisme identitaire. 

## Tradition en danger de disparition
Peu de personnes dans la tribu détiennent le savoir-faire traditionnel pour créer l'ensemble des Timbila. En outre, avec la déforestation, le bois utilisé dans la confection traditionnelle des instruments se fait rare. Les joueurs expérimentés sont âgés, et les jeunes pratiquent de moins en moins ces traditions, bien que des efforts de transmission et de formation de jeunes musiciens ont été entrepris. La guerre civile du Mozambique de 1975 à 1992 a contribué à la diminution des pratiques musicales traditionnelles. 

## Patrimoine culturel immatériel de l'humanité
Le Chopi Timbila est proclamé chef-d'œuvre du patrimoine oral et immatériel de l'humanité par l'Unesco en 2005, puis inscrit sur la liste représentative du patrimoine culturel immatériel de l'humanité en 2008. L'Unesco met ainsi en place un projet de la tradition du Chopi Timbila, dédié à, tout d'abord, assurer la qualité et l'authenticité des instruments de musique et à encourager et accompagner la transmission de ces traditions aux générations futures. Il consiste également à permettre la documentation scientifique du Chopi Timbila, créer des occasions de représentations et d'échanges entre praticiens du Timbila, renforcer la protection juridique de ces pratiques et à promouvoir les intérêts des détenteurs des traditions du Timbila. Ce projet s'inscrit dans la volonté de préserver la diversité culturelle. Il est notamment financé par le fonds-en-dépôt japonais pour la préservation et la promotion du patrimoine culturel immatériel.